# Longitarsus eminatus
Longitarsus eminatus es una especie de insecto coleóptero de la familia Chrysomelidae. Fue descrita científicamente en 1980 por Furth.